# ТашИИТ (стадион)
Стадион ТашИИТ (узб. TTYMI stadioni / ТТЙМИ стадиони) — многоцелевой стадион в столице Узбекистана городе Ташкенте, принадлежащий и находящийся рядом с Ташкентским институтом инженеров железнодорожного транспорта (ТашИИТ). Вмещает 6,000 зрителей.
Ныне является домашним стадионом для команды «Локомотив БФК», участвующего в Про-лиге Узбекистана, а также для женской команды, молодёжной команды и дублирующего состава футбольного клуба «Локомотив». До постройки и открытия стадиона «Локомотив» в 2012 году, стадион ТашИИТ являлся домашней ареной для самого́ футбольного клуба «Локомотив» с 2002 года, с момента образования данного клуба.